# Annette Rogers
Annette Rogers Kelly (Chelsea, 22 de outubro de 1913 –  Des Plaines, 8 de novembro de 2006)  foi uma velocista e bicampeã olímpica norte-americana.
Em Los Angeles, integrou junto com Mary Carew, Wilhelmina von Bremen e Evelyn Furtsch o 4x100 m feminino norte-americano que conquistou a medalha de ouro e estabeleceu novo recorde olímpico e mundial em 47s0. Carew, Furtsch e Rogers tinham apenas 18 anos e Bremen 22.
Em Berlim 1936 foi bicampeã olímpica, mais uma vez integrando o revezamento 4x100 m, desta vez com Betty Robinson, Harriet Bland e Helen Stephens, com o tempo de 46,9, depois que a equipe alemã, que havia quebrado o recorde mundial na eliminatória e liderava a final com oito metros de vantagem, deixou cair o bastão na transição entre as duas últimas corredoras.